# TVP Wilno
TVP Wilno — литовський польськомовний суспільний телеканал з центром мовлення у Вільнюсі. Належить польському супільному мовнику TVP. Орієнтований на польську діаспору в Литві.
Канал планувалося запустити у травні 2019 року, але лише 1 липня TVP оголосив про створення редакції у Вільнюсі та початок тестування. Спочатку транслювався як окрема програма до «TVP Polonia». 4 вересня 2019 року під час XXIX економічного форуму в Криниці відбулася прес-конференція польського телебачення щодо запуску «TVP Wilno». 10 вересня було запущено вебсайт каналу: wilno.tvp.pl. 17 вересня того ж року телеканал розпочав мовлення. TVP заявив, що буде працювати над розширенням каналу з мовленням на Латвію.